# Mortal Kombat Leyendas: La venganza de Scorpion
Mortal Kombat Leyendas: La venganza de Scorpion (título original en inglés: Mortal Kombat Legends: Scorpion's Revenge) es una película estadounidense animada para adultos perteneciente al género de artes marciales del año 2020, basada en la franquicia Mortal Kombat creada por Ed Boon y John Tobias. Es la primera película basada en Mortal Kombat que se produce en Warner Bros. Animation después de que su empresa matriz adquiriera la franquicia en el año 2009 de Midway Games, y el primer proyecto animado de Mortal Kombat desde la serie animada de 1996 Mortal Kombat: Defenders of the Realm, con el cocreador Ed Boon involucrado como consultor creativo.
Se estrenó el 14 de abril de 2020 en formato digital y el 28 de abril de 2020 dos semanas después en 4K Ultra HD y Blu-ray.

## Argumento
En Japón, Hanzo Hasashi, el Gran Maestro del clan Shirai Ryu, junto con su hijo Satoshi son emboscados en su camino de regreso a casa por varios ninjas de su clan rival, los Lin Kuei. Hanzo, en un ataque de ira, logra matarlos a todos luego de enterarse de que los Lin Kuei habían asesinado al resto de los Shirai Ryu, incluyendo a su esposa Harumi. Sub-Zero, el Gran Maestro del clan Lin Kuei, hace acto de presencia, y utiliza sus habilidades criogénicas para retener a Hanzo y matar a Satoshi ante sus atónitos ojos. Luego acaba con su vida, empalándole una estaca de hielo en la cabeza. En las profundidades del Infierno, Hanzo misteriosamente revive y conoce al hechicero Quan Chi, quien logra persuadirlo para entrar al torneo de Mortal Kombat y tener su venganza contra Sub-Zero. Hanzo acepta y obtiene una nueva identidad, como un espectro llamado Scorpion.
Mientras tanto Raiden, el Dios del Trueno, se presenta ante el monje shaolin Liu Kang, para que participe en el torneo en la isla de Shang Tsung. El ganador del décimo torneo decidirá el destino del Reino de la Tierra. Si gana el Mundo Exterior, la Tierra formará parte de sus dominios, en caso contrario, el Mundo Exterior perdería al no tomar los 10 torneos consecutivos y la Tierra se libraría una vez más. Liu Kang y Raiden estarán acompañados por el actor retirado de Hollywood, Johnny Cage, quien cree que está participando en una película, y la agente de las Fuerzas Especiales, Sonya Blade, quien está en busca de Kano, el líder de una organización criminal, el Dragón Negro. 
Al llegar a la isla, Scorpion se infiltra para robar la llave de Shinnok bajo órdenes de Quan Chi, pero Raiden interviene diciéndole que dicho amuleto causaría una amenaza mayor y que Scorpion no debería tomar el camino de la venganza. Mientras tanto, Shang Tsung se presenta en el templo ante los participantes del torneo Mortal Kombat y tras una breve introducción, Kano lleva a un prisionero Jax al escenario para enfrentarlo contra Goro, el campeón actual de parte del Mundo Exterior. Después de que este le diera una paliza y le arrancara los brazos a Jax, Raiden interviene dado que el torneo no había empezado y Jax permanece prisionero por Kano. Shang Tsung teletransporta a los luchadores alrededor de toda la isla, quienes deben regresar al Templo, enfrentándose con otros combatientes que se encuentren en su camino. Johnny Cage escapa de Baraka de un edificio que posteriormente explota, causando que este último quede atrapado entre sus escombros. Sonya logra matar a Reptile dentro de un bosque. Liu Kang logra defenderse de Kitana, quien luego se rinde y le deja pasar. En un intento de asesinar a los 3 héroes de la Tierra, Kano envía a sus mercenarios del Dragón Negro a las afueras del templo de la isla, pero son derrotados por Liu Kang, Sonya y Johnny Cage con la ayuda de Scorpion. Sub-Zero hace su aparición tras derribar a Kano, pero un vengativo Scorpion le enfrenta en un puente y ambos caen a un pozo clavados con espinas, resultando en la muerte de Sub-Zero. Johnny Cage y Sonya persiguen a Kano para rescatar a Jax mientras que Liu Kang se dirige a la sala del trono de Shang Tsung.
Quan Chi aparece ante un debilitado Scorpion y le revela que él fue el responsable de la muerte de su clan y familia, ya que había tomado la identidad de Sub-Zero mediante su brujería para manipular a los Lin Kuei y que atacaran a los Shirai Ryu, y le revela que el verdadero Sub-Zero nunca tuvo nada que ver con la muerte de su familia y clan. Enfurecido, Scorpion se retira de la espina y se dirige al templo para obtener su venganza de una vez por todas. Johnny y Sonya logran rescatar a Jax e incapacitan a Kano. Dentro de la sala del trono, están presentes Raiden, Quan Chi y Shang Tsung. Quan Chi hace un vano intento de envenenar a Tsung, pero este le descubre y lo atrapa con un hechizo. Liu Kang se enfrenta a Goro, pero no es rival para él, justo antes de que le arrancara los brazos, Scorpion interviene, matando a Goro arrancándole la cabeza con su arpón por detrás. Shang Tsung le da oportunidad a Scorpion para tener su venganza si mata a Liu Kang, pero este engaña a Tsung apareciendo a sus espaldas y le reclama la llave de Shinnok. Luego de que Scorpion declara su derrota a Liu Kang, Shang Tsung se retira al Mundo Exterior y la isla comienza a desmoronarse debido a la ausencia de su poder. Scorpion tiene un último enfrentamiento con Quan Chi, en el cual lo asesina arrancándole la cabeza e incinerándole su cadáver. Con su venganza concluida, Scorpion se queda inmóvil en el templo, esperando su muerte mientras este se derrumba, aun con la llave en su posición. Raiden junto a sus guerreros de la Tierra escapan en un bote cercano, mientras observan la isla destruirse.
En el Mundo Exterior, Shang Tsung le informa sobre su derrota ante el emperador Shao Kahn, a lo que este último, enfurecido, le ordena preparar sus tropas, afirmando que acabará esto de una vez por todas.

## Reparto
- Patrick Seitz - Hanzo Hasashi / Scorpion
- Dave B. Mitchell - Raiden
- Jordan Rodrigues - Liu Kang
- Joel McHale - Johnny Cage
- Jennifer Carpenter - Sonya Blade
- Artt Butler - Shang Tsung
- Darin De Paul - Quan Chi
- Ike Amadi - Jackson "Jax" Briggs
- Robin Atkin Downes - Kano
- Steve Blum - Bi-Han / Sub-Zero
- Grey Griffin - Kitana
- Kevin Michael Richardson - Goro
- Fred Tatasciore - Shao Kahn

## Producción
Los informes de una nueva película animada de Mortal Kombat se insinuaron en enero del año 2019 presentando un listado de actores de voz para los personajes. Un año después, la película animada se anunció oficialmente como Mortal Kombat Legends: La venganza de Scorpion. La película tiene a Patrick Seitz regresando a la voz de Scorpion de las entregas anteriores después de no volver al papel en Mortal Kombat 11 (donde fue reemplazado por Ron Yuan), junto con Steve Blum como Sub-Zero de las entregas anteriores, Gray Griffin expresando a Kitana adecuadamente después de que previamente rechazó el papel en Mortal Kombat X debido a su embarazo en ese momento y Kevin Michael Richardson repitió su papel como Goro por primera vez en veinticinco años desde la película de 1995. Ed Boon confirmó en su cuenta de Twitter que la película recibirá una calificación de "R", marcando la primera vez que una película de Mortal Kombat ha sido calificada como R.
El primer tráiler se lanzó en línea el 28 de enero de 2020. Se reveló un tráiler de Banda Roja para la película el 8 de marzo de 2020 durante el torneo "Final Kombat" luego del debut del tráiler del luchador invitado de Mortal Kombat 11, Spawn. Los asistentes al evento y el debut de los tráileres son Todd McFarlane, creador de Spawn, Keith David, la voz del personaje titular, y Cary-Hiroyuki Tagawa.

## Recepción
En Rotten Tomatoes, la película tiene una calificación de aprobación del 89% según 19 reseñas, con una calificación promedio de 7.35/10.